# Abbas Nayyeri
Abbas Nayyeri  (persisch عباس نیری; * 1925 in Nischapur; † August 2020 in Paris) war ein iranischer Botschafter.

## Leben
Nayyeri heiratete 1957.
1947 schloss er ein Studium der Rechtswissenschaft an der Universität Teheran ab.
1957 wurde er zum Doktor der Rechte an der Universität von Paris promoviert.

## Werdegang
1947 trat er in den auswärtigen Dienst und wurde im Archiv des Außenministeriums beschäftigt. 1948 wurde er in der Protokollabteilung beschäftigt.
Von 1951 bis 1952 leistete er Wehrdienst.
1953 wechselte er von der Protokollabteilung in die Abteilung Internationale Organisationen.
Von 1953 bis 1957 war er Gesandtschaftssekretär dritter Klasse in Brüssel, wo er zum Gesandtschaftssekretär zweiter Klasse ernannt wurde.
Von 1957 bis 1961 war er Gesandter im Außenministerium in Teheran.
Von 1962 bis 1971 war er Ministre plénipotentiaire in London.
1971 war er Stellvertretender Leiter der  Abteilung für Wirtschaft.
Am 25. Januar 1972 wurde er zum Botschafter in Rabat ernannt, am 4. März 1972 nahm er an der Islamic Conference of Foreign Ministers in Dschidda, vom 5. bis 16. Juni 1972 an der Konferenz der Vereinten Nationen über die Umwelt des Menschen in Stockholm sowie an der  11. Sitzungsperiode der Generalversammlung der Vereinten Nationen in New York und einer Konferenz der Central Treaty Organization teil. 1979 war er der letzte Botschafter des Iran in Ägypten.

## Dekoration
- Temssaal-e Homaayooni dritter Klasse
- Nishan-i-Taj-i-Iran (Order of the Crown (Iran)) zweiter Klasse
- und zehn weitere Auszeichnungen von verschiedenen Regierungen.[3]